# Claude Guichard Déageant
Pour les articles homonymes, voir Claude Guichard et Guichard.
Claude Guichard Déageant (né à Saint-Marcellin en 1574, mort à Saint-Antoine en Viennois en 1645). Chevallier, baron de Vire, seigneur de Bruslon, conseiller du Roi en son conseil d’État et privé, Premier président de la chambre des comptes du Dauphiné, secrétaire de la Maison de sa majesté, Couronne de France.

## Biographie
L'historien Emmanuel Pilot de Thorey  donne de nombreux détails sur Guichard Déageant, seigneur de Brulon et baron de Viré, dans le Maine, qui joua un rôle important en politique, sous le règne de Louis XIII, durant l’administration du duc de Luynes et de Richelieu. Il prit certainement une part des plus actives dans la disgrâce du maréchal d'Ancre et à la conversion de Lesdiguières au catholicisme. Ce personnage, dont la biographie est assez peu connue, naquit à Saint-Marcellin, en Dauphiné, vers 1571. Il occupa divers emplois auprès de MM. du Frêne et de Pontchartrain, secrétaire des commandements du roi Henri IV, et devint, successivement, secrétaire du roi en 1606, secrétaire de la reine-mère, Marie de Médicis en 1615, secrétaire des finances en 1616, conseiller du roi en ses Conseils, intendant général des finances et adjoint du duc de Luynes dans la direction des affaires de l’État en 1617, premier président à la Chambre des comptes du Dauphiné en 1631. 
Il a été enfermé à la Bastille par ordre de Richelieu, pendant près de cinq années de 1626 à 1630 en raison de son implication dans la conspiration de Chalais. Â sa libération, il abandonna la politique, se retira en Dauphiné, où il se désista de sa charge de premier président en faveur de son gendre Denis de Salvaing de Boissieu en 1637, et mourut à Saint-Antoine, près Saint-Marcellin, le 25 août 1645. Il avait fondé en 1642, à Saint-Marcellin, un collège dont il confia la direction aux Carmes établis dans cette ville 
Guichard Déageant habitait à Paris, 16 rue des Mauvaises-Paroles.

## Publications
- Mémoire touchant feu M. le Chancellier de Calignon envoyé à M. de Calignon, sieur de Saint-Vincent, conseiller au Parlement du Dauphiné, par M. Deageant, premier président en la chambre des comptes, le XXI octobre 1630, 17 pages (reproduit in Louis Videl, Vie et poésies de Soffrey de Calignon, chancelier du roi de Navarre)
- DEAGEANT (Guichard). Mémoires envoyez à Monsieur le cardinal de Richelieu contenans plusieurs choses particulières & remarquables arrivées depuis les dernières années du Roy Henri IV jusques au commencement du Ministère de Monsieur le Cardinal de Richelieu. Grenoble, Philippe Charvys, 1668. In-12(1) f., (6), 396, (2) p. Édition originale posthume publiée par le petit-fils de l’auteur Adrien de Roux de Morges, conseiller au parlement de Grenoble.